# 중화서국

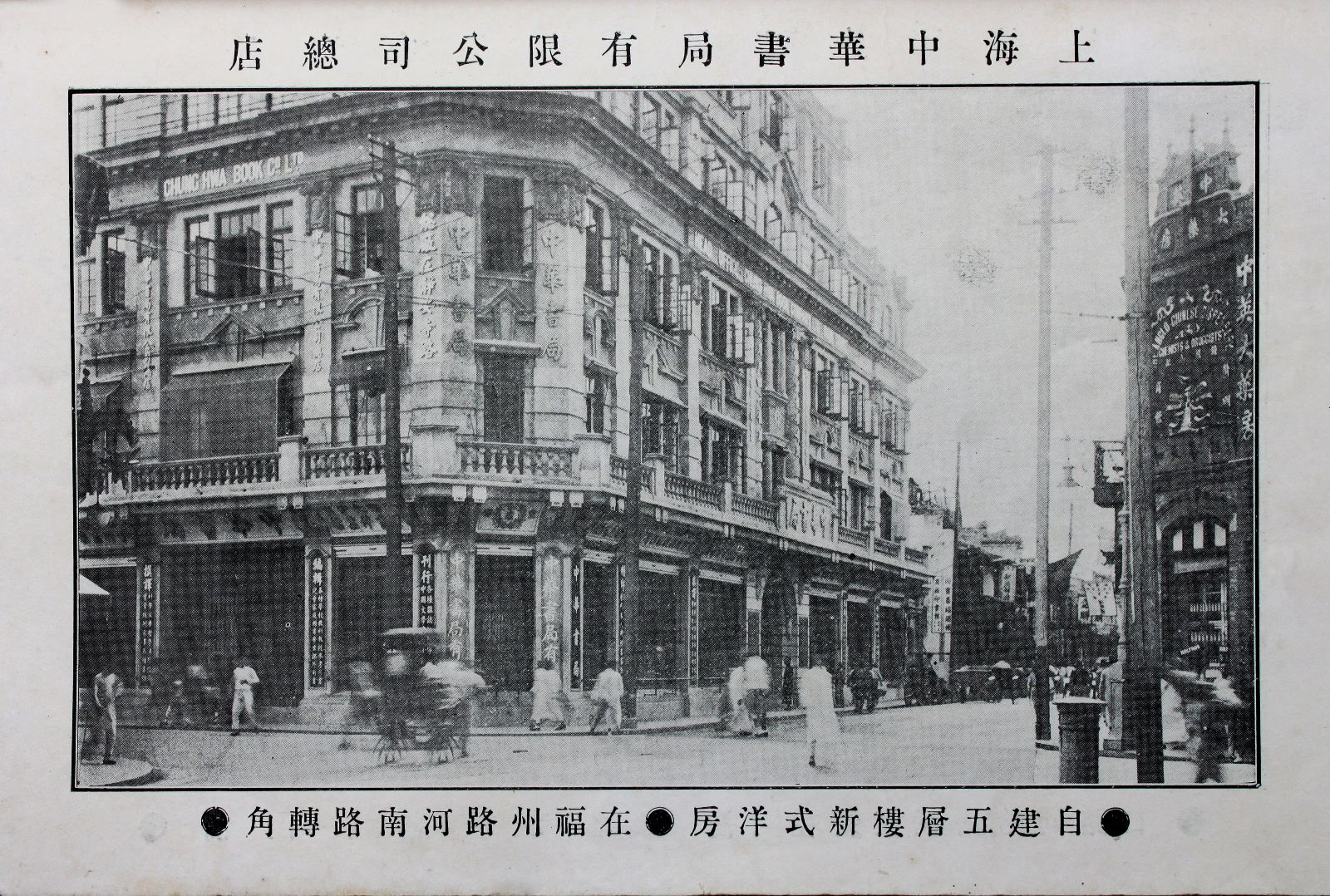
1916년 상하이에 위치한 중화서국 본부

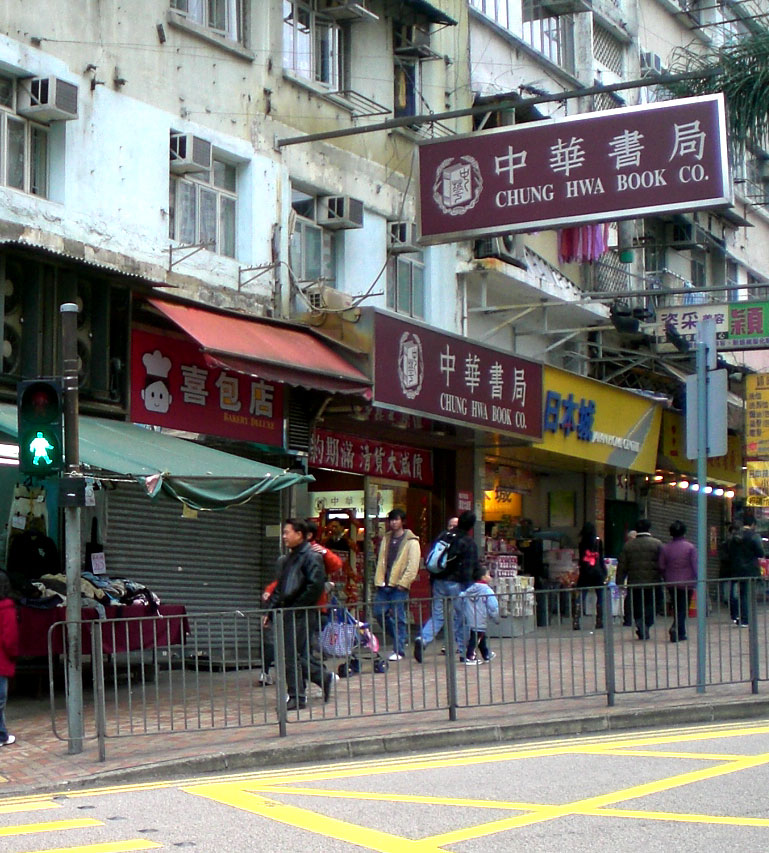
홍콩 관탕 구 지점

중화서국(중국어 간체자: 中华书局有限公司, 정체자: 中華書局有限公司, 병음: Zhōnghuá Shūjú Yoǔxìan Gōngsī)은 인문학 및 고전 중국의 서적을 주로 편찬하는 출판사로 베이징에 본사가 위치해 있다. 1912년 1월 1일 전 상무인서관 직원 루페이쿠이(陸費逵)에 의해 상해중화서국유한공사라는 이름으로 상하이에서 창립됐다. 창립 시기부터 1949년까지 5,700권의 서적을 출판했다.